# Seznam cen za architekturu
Přehled cen udělovaných za architekturu:

## Mezinárodní ceny
- Cena Aga Khana za architekturu (Aga Khan Award for Architecture)
- Cena Kyoto (京都賞 / Kyoto Prize)[1]
- Cena mrakodrapů Emporis (Emporis Skyscraper Award)
- Ceny Holcim (Holcim Awards) – Nadace Holcim (Holcim Foundation for Sustainable Construction)[2]
- Cena EU za současnou architekturu - Mies van der Rohe Award (Mies van der Rohe Award / Mies van der Rohe Award for European Architecture / European Union Prize for Contemporary Architecture) – Evropská unie a Nadace Miese van der Rohe (Fundació Mies van der Rohe) v Barceloně[3]
- Královská zlatá medaile za architekturu (Royal Gold Medal) – RIBA[4][5][6]
- Medaile Thomase Jeffersona za architekturu (Thomas Jefferson Medal in Architecture)
- Piranesiho cena (Piranesi Awards),[7]
- Praemium Imperiale za architekturu – JAA[8]
- Pritzkerova cena (Pritzker Prize) – Hyatt Foundation[9]
- Zlatá medaile AIA (AIA Gold Medal) – AIA

## Národní ceny

### Česko
- Architekt roku – ABF, a. s.
- Česká cena za architekturu – Česká komora architektů[10]
- Grand Prix architektů – Obec architektů a v letech 2007 až 2011 spolupořádala také Česká komora architektů[11][12][13][14][15]

- Pocta České komory architektů
- Státní cena za přínos v oblasti architektury – Ministerstvo kultury ČR
- Stavba roku – ABF – Nadace pro rozvoj architektury a stavitelství a Ministerstvo průmyslu a obchodu

## Regionální ceny
- Cena Rudolfa Eitelbergera - za zdařilou realizaci v oblasti architektury, urbanismu a péče o památky v Olomouci a Olomouckém kraji, uděluje spolek Za krásnou Olomouc
- Cena J. M. Olbricha - spolek Za Opavu

### Francie
- Cena Francouzské akademie architektury (Prix de l'Académie d'Architecture de France)
- Cena Zlatého trojúhelníku (Prix de l'Équerre d'Argent)
- Grand Prix architektury (Grand Prix d'Architecture) – Académie des Beaux-Arts (Institut de France)
- Grand Prix urbanismu (Grand prix de l'urbanisme)
- Národní Grand Prix za architekturu (Grand Prix national de l’Architecture)

### Německo
- Německá cena architektury (Deutscher Architekturpreis)[16]

### Rakousko
- Velká rakouská státní cena za architekturu (Großer Österreichischer Staatspreis)[17][18][19]

### Slovensko
- Cena ARCH – časopis ARCH
- Cena Dušana Jurkoviča – Spolok architektov Slovenska (SAS)
- Cena Emila Belluša – Spolok architektov Slovenska (SAS)
- Cena za architektúru CE.ZA.AR. – Slovenská komora architektov
- Stavba roka – Ministerstvo výstavby a regionálneho rozvoja SR, Slovenská komora architektov, Slovenská komora stavebných inžinierov

### Velká Británie
- Cena Andrew Doolana za architekturu (Andrew Doolan Award for Architecture) – RIAS
- Stirlingova Cena (Stirling Prize) – RIBA[4]

### USA
- Cena architektonickým firmám (Architecture Firm Award) – AIA[20]
- Cena Vincenta Scullyho (Vincent Scully Prize) – National Building Museum, Washington, D.C.